# Медведів Колодязь
Медведів Колодязь (рос. Медведев Колодезь) — присілок в Щигровському районі Курської області Російської Федерації.
Населення становить 16 осіб. Входить до складу муніципального утворення Мелехинська сільрада.

## Історія
Населений пункт розташований на території українського етнічного та культурного краю Східна Слобожанщина.
Від 2004 року входить до складу муніципального утворення Мелехинська сільрада.

## Населення
| 2002 | 2010 |
| ---- | ---- |
| 42   | ↘16  |